# Karina Skibby
Karina Skibby (nascida em 16 de julho de 1965) é uma ex-ciclista dinamarquês que representou o seu país nos Jogos Olímpicos de Verão de 1988 na prova de estrada feminina; e nas Olimpíadas de 1992 competindo na mesma prova.